# Hôtel Margalet de Luynes
L'Hôtel Margalet de Luynes, aussi appelé hôtel de Gantelmi d'Ille, est un hôtel particulier situé au n° 6 du Cours Mirabeau, à Aix-en-Provence, Provence-Alpes-Côte d'Azur, France.

## Construction et historique
L'hôtel particulier est construit sur des terrains ayant appartenu au conseiller au Parlement, d'Albert, en 1710. C'est Antoine de Margalet, seigneur de Luynes, qui en est le commanditaire.
Peu de temps après, avant le milieu du XVIIIe siècle, il est acheté par la famille Lombard du Castelet.
Après la Révolution, il est acquis par la famille d'Albert Sainte Hipolyte, puis en 1821 par Félicien Agard.
À la fin du XIXe siècle c'est un marquis et félibre, Charles de Gantelmi d'Ille, qui en devient propriétaire.
En 1905, le Comptoir national d'escompte de Paris (ancêtre de la BNP) s'installe dans l'hôtel après avoir ouvert sa première agenc aixoise dans l'hôtel Isoard de Vauvenargues (au n°10 du Cours).

## Architecture
La porte d'entrée est de style classique, flanquée de pilastres à chapiteaux doriques. Elle est surmontée d'une frise à métopes et triglyphes de style vitruvien.
La façade, sobre, est en pierre de Bibémus. Elle est rythmée par les trois niveaux du bâtiment et ses sept travées.
La distribution intérieure des pièces, en enfilade, est propice aux réceptions, avec ses plus beaux salons au sud.
On y voit une ornementation remarquable en gypserie, ponctuée par les trumeaux de portes peints et des glaces en bois doré.
C’est au nord que se trouve le remarquable « cabinet des mounines ». À la manière de Jean-Baptiste Huet, des singeries mutines et comiques sont ciselées dans la plus grande tradition provençale.